# Тардьєнта
Тардьєнта (ісп. Tardienta) — муніципалітет в Іспанії, у складі автономної спільноти Арагон, у провінції Уеска. Населення — 1035 осіб (2009).
Муніципалітет розташований на відстані близько 320 км на північний схід від Мадрида, 20 км на південний захід від Уески.

## Демографія
Динаміка населення (INE ):